# Jessik

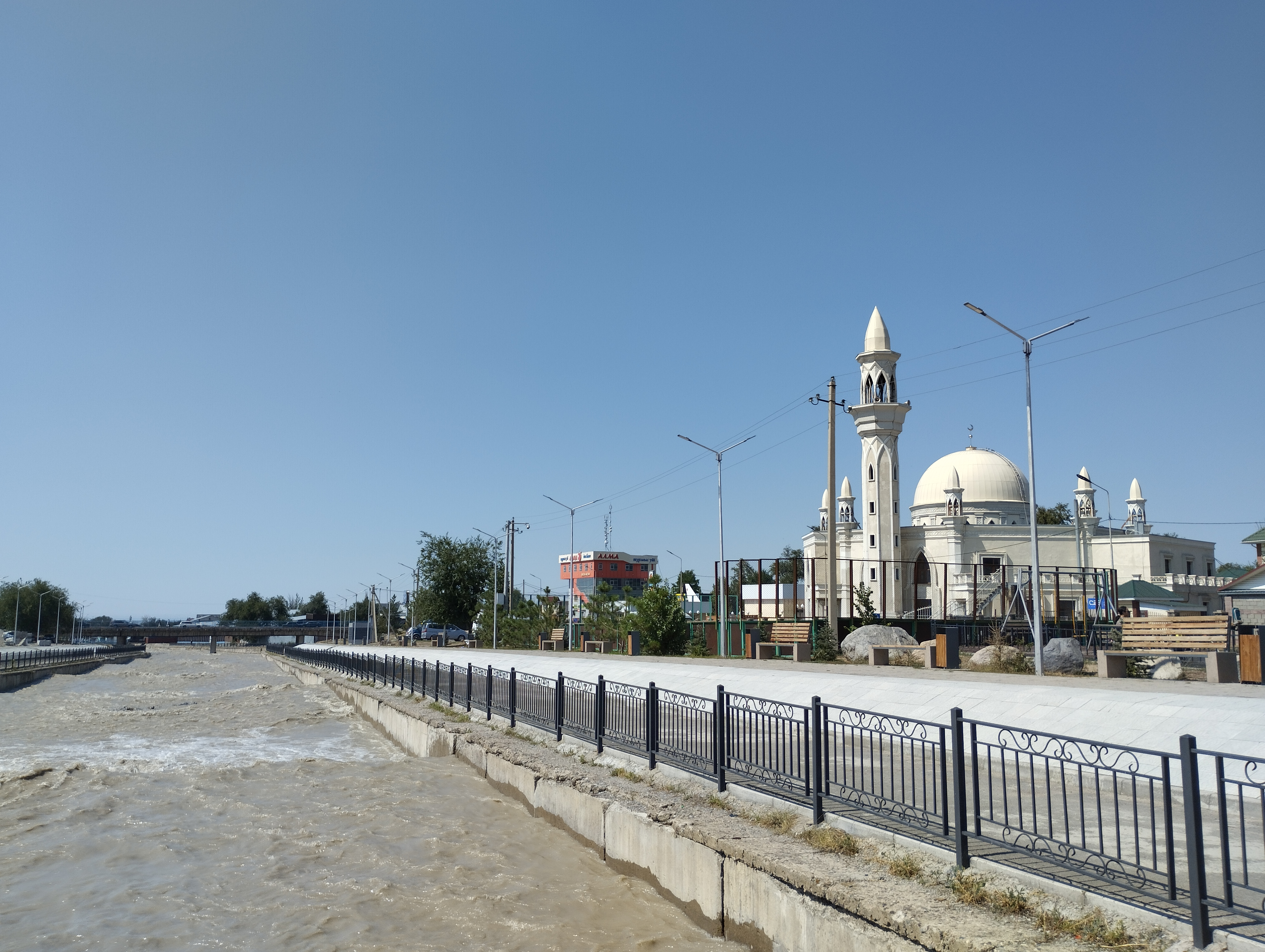
Moschee und Fluss Jessik

Jessik (kasachisch Есік, russisch Есик; bis 1993 Issyk/Иссык) ist eine Stadt im Gebiet Almaty in Kasachstan am Fuße des Transili-Alatau.

## Geografie
Jessik liegt am Fluss Jessik, einem linken Nebenfluss des Ili. Die Stadt befindet sich 52 km östlich von Almaty, der ehemaligen Hauptstadt von Kasachstan. Jessik ist Verwaltungszentrum des Kreises Jengbekschiqasaq.

## Geschichte
Nach der Gründung der Festung Wernoje wurde von den örtlichen Behörden die Gründung mehrerer Kosakendörfer rund um Wernoje beschlossen, um die Ostgrenzen des Russischen Reiches zu stärken. Die Stadt wurde ursprünglich 1858 als Staniza Nadeschdinskaja (Надеждинская) gegründet. Ab 1918 hieß der Ort Issyk.
Zu Sowjetzeiten war der Ort eine der wohlhabendsten Siedlungen der Kasachischen SSR. Es gab eine Bäckerei und eine Molkerei, die den gesamten Bezirk Jengbekschiqasaq mit Brot und Milchprodukten versorgte, eine Obst- und Gemüsefabrik, eine Textil- und Bekleidungsfabrik und eine Fabrik für Gummiprodukte. In der Umgebung der Stadt entwickelten sich Viehzucht und Landwirtschaft. Auf den Feldern wurden unter anderem Weizen, Mais, Kartoffeln angepflanzt; an den Berghängen wurden Apfelbaumplantagen angelegt. Der Wein vom örtlichen Weingut war in der ganzen Sowjetunion bekannt.
Auch der Issyk-See hatte sich aufgrund seiner natürlichen Schönheit ab den 1950er Jahren zu einem frühen Touristenmagneten entwickelt.

### Die Tragödie von Issyk
Am 7. Juli 1963 wurde Issyk von einer Schlammlawine getroffen. In den frühen Morgenstunden lief der Schmelzwassersee über, in dem sich das Wasser des Zharsai-Gletschers oberhalb von Issyk gesammelt hatte. Seine natürliche Granit-Landbrücke brach und löste eine gewaltige Lawine aus Gestein, Wasser und Baumstämmen aus. Dieser Murgang traf auf den Issyk-See, der zu dieser Zeit 1850 Meter lang, 800 Meter breit und bis zu 80 Meter tief war. Der von Überlebenden Schwarzer Drache getaufte Abgang führte dann innerhalb von Stunden zum Bruch des mehrere hundert Meter hohen Walls aus Erde und Steinen, der das Wasser des Issyk-Sees zurückhielt. Infolgedessen ergossen sich sechs Millionen Tonnen Schlamm und Gesteinsmassen ins Tal und verwüsteten den Ort Issyk.
In den sowjetischen Medien wurde das Unglück zunächst verschwiegen, erst mehr als zwei Wochen später am 25. Juli erschien ein Bericht darüber in einer Regionalzeitung. In Issyk wurden mehrere hundert Häuser zerstört, die genaue Anzahl an Todesopfern ist bis heute unbekannt. Offizielle Quellen sprechen von einhundert, inoffizielle Schätzungen reichen bis hin zu 3000 Toten. Der Issyk-See war komplett verschwunden. Erst Mitte der 1980er Jahre wurde mit dem Wiederaufbau begonnen und ein neuer Damm errichtet. Doch der neu entstandene See hat nur noch ein Zehntel des ursprünglichen Wasservolumens und auch seine Schönheit konnte er nicht wiedererlangen.
1968 erhielt Issyk die Stadtrechte. Am 4. Mai 1993 wurde die Transkription des Stadtnamens von der russischen Schreibweise Issyk zur kasachischen Schreibweise Jessik geändert.

## Bevölkerung
Bei der Volkszählung 1999 hatte Jessik 31.254 Einwohner. Die  Volkszählung 2009 ergab für den Ort eine Einwohnerzahl von 34.355. Bei der letzten Volkszählung 2021 lebten in Jessik 41.018 Menschen. Die Fortschreibung der Bevölkerungszahl ergab zum 1. Januar 2025 eine Einwohnerzahl von 41.196.
| Einwohnerentwicklung               | Einwohnerentwicklung | Einwohnerentwicklung | Einwohnerentwicklung | Einwohnerentwicklung | Einwohnerentwicklung | Einwohnerentwicklung | Einwohnerentwicklung |
| 1939                               | 1959                 | 1970                 | 1979                 | 1989                 | 1999                 | 2009                 | 2021                 |
| ---------------------------------- | -------------------- | -------------------- | -------------------- | -------------------- | -------------------- | -------------------- | -------------------- |
| 7.161                              | 11.147               | 21.600               | 25.209               | 26.955               | 31.254               | 34.355               | 41.018               |
| Anmerkung: Volkszählungsergebnisse |                      |                      |                      |                      |                      |                      |                      |

## Söhne und Töchter der Stadt
- Willy Belizer (* 1985), deutscher Volleyballspieler
- Heinrich Schmidtgal (* 1985), deutscher Fußballspieler, kasachischer Nationalspieler